# Anne Emmanuel de Croÿ
Anne Emmanuel Ferdinand François di Croÿ (Parigi, 10 settembre 1743 – Le Rœulx, 15 dicembre 1803) è stato il VIII duca di Croÿ.

## Biografia

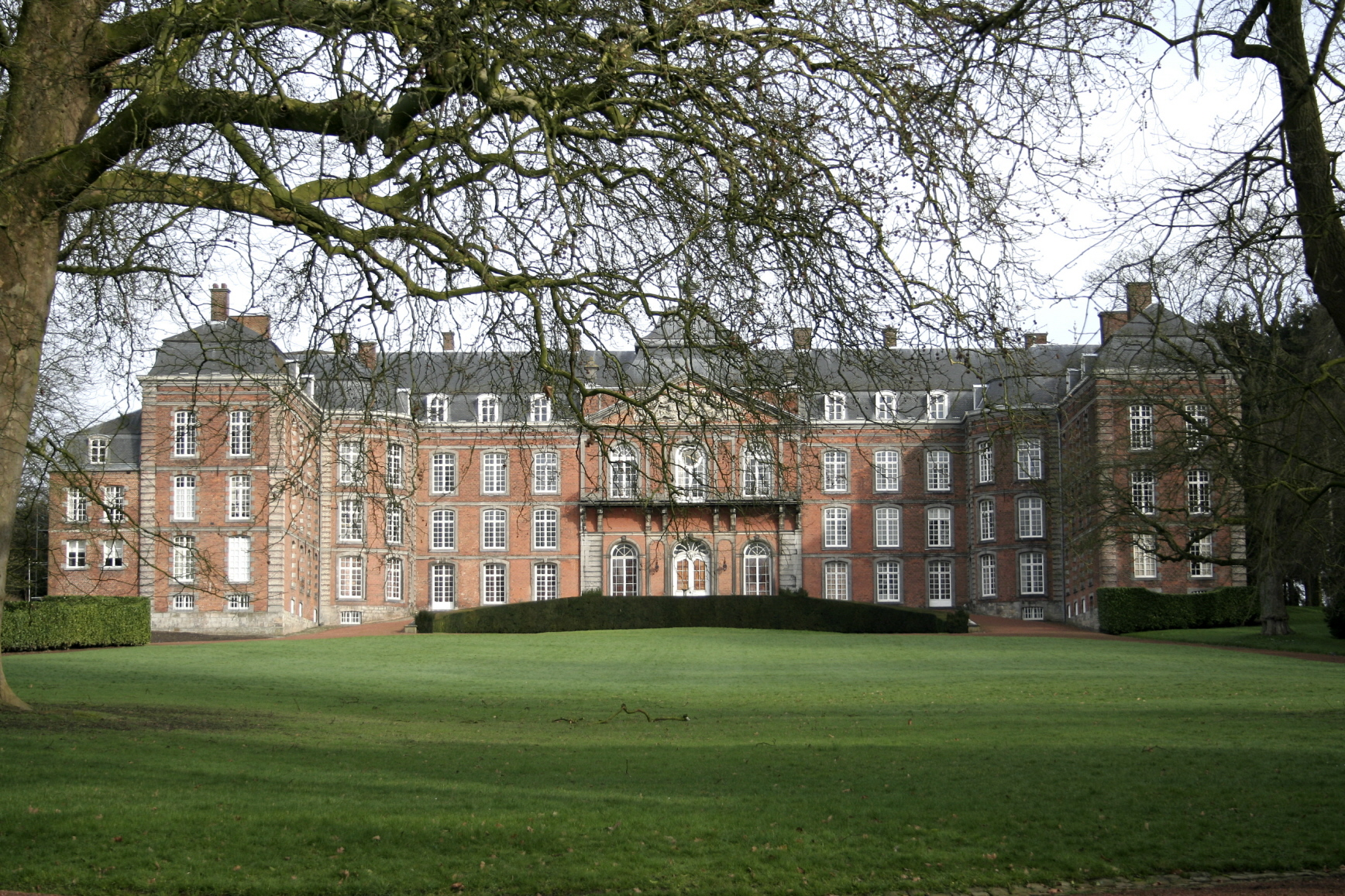
Il castello di Le Rœulx, residenza ufficiale della famiglia Croÿ

Anne Emmanuel de Croÿ apparteneva all'illustre nobile famiglia di Croÿ ed era figlio di Emmanuel de Croÿ-Solre, VIII duca di Croÿ, principe di Solre, e di sua moglie, Angélique-Adélaïde d'Harcourt.
Come figlio secondogenito intraprese la carriera delle armi nell'esercito francese, raggiungendo il grado di maresciallo di campo nel 1784 oltre ad ottenere il cavalierato dell'Ordine dello Spirito Santo nel 1786.
Durante il periodo rivoluzionario, il 19 aprile 1789, venne eletto deputato per la fazione della nobiltà agli Stati Generali per il baliaggio di Le Quesnoy. Nominato vice presidente dell'assemblea il 13 giugno di quello stesso anno, si distinse per la sua affiliazione all'Ancien Régime e diede le proprie dimissioni il 1º dicembre 1789.
Nel 1792 decise di emigrare all'estero da dove fece ritorno nel 1803, sotto il consolato di Napoleone, per morire nella sua proprietà del castello di Le Rœulx il 15 dicembre di quello stesso anno.

## Matrimonio e figli
Anne Emmanuel Ferdinand François sposò Augusta Federica di Salm-Kyrburg, dalla quale ebbe i seguenti eredi:
- Auguste-Louis-Philippe-Emmanuel, IX duca di Croÿ (3 dicembre 1765-19 ottobre 1822);
- Emmanuel Marie Maximilien (7 luglio 1768-24 gennaio 1848), principe di Solre, sposò Adélaïde de Croÿ, figlia di Joseph Anne Maximilien de Croÿ d'Havré, duca d'Havré;
- Gustave Maximilien Juste (12 settembre 1773-1º gennaio 1844), vescovo di Strasburgo (1817-1823), arcivescovo di Rouen (1824-1844), cardinale (1825).

## Stemma
| Immagine | Blasonatura |
| \| \|    | Inquartato: al I ed al IV controinquartato, nel 1° e nel 4° d'argento a tre fasce di rosso (famiglia di Croÿ), nel 2° e nel 3° asce di rosso, le due in capo addossate e poste l'una in banda e l'altra in barra, quella in punta posta in banda (de Renty); al II controinquartato, nel 1° e nel 4° d'azzurro a tre gigli d'oro (Francia), nel 2° e nel 3° di rosso piano (d'Albret), sul tutto ermellinato (Bretagna); al III controinquartato, nel 1° e nel 4° d'oro al leone di nero (Fiandre), nel 2° e nel 3° losangato d'oro e di rosso (Craon). Sul tutto uno scudo inquartato di Croÿ e di Renty. |
|          | |